# Kanton Wassigny
Kanton Wassigny (fr. Canton de Wassigny) byl francouzský kanton v departementu Aisne v regionu Pikardie. Tvořilo ho 15 obcí. Zrušen byl po reformě kantonů 2014.

## Obce kantonu
- Étreux
- Grand-Verly
- Grougis
- Hannapes
- Mennevret
- Molain
- Oisy
- Petit-Verly
- Ribeauville
- Saint-Martin-Rivière
- Tupigny
- La Vallée-Mulâtre
- Vaux-Andigny
- Vénérolles
- Wassigny